# Nancy Genzel Abouké
Nancy Genzel Abouké, née le 5 juillet 2003, est une haltérophile nauruane.

## Biographie
Nancy Genzel Abouké est l'une des meilleures haltérophiles de sa catégorie sur le continent océanien et sans doute la meilleure de Nauru.
Elle participe à plusieurs compétitions dont les Championnats d'Océanie Junior, les Championnats d'Océanie Jeunesse, les Championnats d'Océanie et les Championnats du Monde Junior, entre 2018 et 2019.

### 2018
Le 26 juin 2018, elle termine première des disciplines du 53 - 58 kg femmes en arraché et poids total et deuxième de la discipline du 53 - 58 kg femmes en épaulé-jeté, juste derrière la nauruane Bernada Uepa avec un score ex-aequo, lors des Championnats d'Océanie Junior qui se sont déroulés en Nouvelle-Calédonie. Le même jour, elle termine première des trois mêmes disciplines pour les Championnats d'Océanie Jeunesse qui se déroulent également en Nouvelle-Calédonie, dans la commune Le Mont-Dore. Deux jours plus tard, elle participe aux Championnats d'Océanie, toujours au même endroit, pour la discipline du 53 - 58 kg femmes et termine deuxième derrière la salomonienne Jenly Tegu Wini avec un score de 162 contre 192.

### 2019
Le 4 juin 2019, elle participe aux Championnats du Monde Junior à Suva, aux Fidji, et termine cinquième de sa discipline, c'est-à-dire les moins de 64 kg femmes en épaulé-jeté, avec un score de 110.
Pour les Championnats d'Océanie se déroulant à Apia, aux Samoa, le 10 juillet 2019, elle termine quatrième des disciplines des moins de 64 kg femmes en épaulé-jeté, en arraché et en poids total. Malgré une performance médiocre pour ces championnats, elle termine première des mêmes disciplines pour les Championnats d'Océanie Junior et des Championnats d'Océanie Jeunesse, qui se déroulent le même jour,.

### Jeux olympiques
Elle participe pour la première fois aux Jeux olympiques pour l'édition de 2020, qui se déroulent finalement en 2021 en raison de la crise sanitaire due à la Covid-19, à Tokyo. Elle participe à l'épreuve des 76 kg femmes en haltérophilie qui se déroule le 1er août 2021 à 13h50 au Forum International de Tokyo. C'est la seule nauruane et l'un des deux sportifs à participer aux Jeux olympiques de 2020 pour Nauru, ce qui en fait d'office une porte-drapeau à côté de Jonah Harris.